# Catron megye
Catron megye az Amerikai Egyesült Államokban, azon belül Új-Mexikó államban található. Megyeszékhelye és legnagyobb városa Reserve. Lakosainak száma 3579 fő (2020. április 1.). Catron megye Cibola, Grant, Socorro, Sierra, Greenlee és Apache megyékkel határos.

## Népesség
A megye népességének változása:
| Lakosok száma | 3741 | 3714 | 3662 | 3607 | 3456 | 3579 |
|               | 2010 | 2011 | 2012 | 2013 | 2015 | 2020 |